# Западен Оксфордшър (община)
Община Западен Оксфордшър (на английски: West Oxfordshire District) е една от петте административни единици в област (графство) Оксфордшър, регион Югоизточна Англия. Населението на общината към 2010 година е 103 800 жители разпределени в множество селища на територия от 714.40 квадратни километра. Административен център е град Уитни.
На територията на общината, в близост до градчето Удсток, се намира бароковият дворец Бленъм, който е обект от списъка на световното културно наследство под егидата на ЮНЕСКО

## География
Община Западен Оксфордшър обхваща централните западни части на графство Оксфордшър по границата с областите Глостършър на запад и Уоруикшър на северозапад. Пет от населените места в района на общината са с градски статус. В посока от запад към изток, през южните части на общината преминава част от горното течение на река Темза.
По-големи населени места на територията на общината:
| град          | на английски    | население (2001) |
| ------------- | --------------- | ---------------- |
| Уитни         | Witney          | 22 765           |
| Чипинг Нортън | Chipping Norton | 5688             |
| Чарлбъри      | Charlbury       | 2984             |
| Удсток        | Woodstock       | 2389             |
| Бърфорд       | Burford         | 1878             |

## Население
Изменение на населението на общината за период от три десетилетия 1981 – 2010 година:
| година    | 1981   | 1991   | 2001   | 2010    |
| --------- | ------ | ------ | ------ | ------- |
| население | 81 700 | 91 000 | 95 700 | 103 800 |